# Isohypsibius pulcher
Isohypsibius pulcher är en djurart som tillhör fylumet trögkrypare, och som först beskrevs av Mihelcic 1971.  Isohypsibius pulcher ingår i släktet Isohypsibius och familjen Hypsibiidae. Arten är reproducerande i Sverige. Inga underarter finns listade i Catalogue of Life.